# 日本オタク大賞
日本オタク大賞（にほんオタクたいしょう）は、毎年末あるいは年始に1年のオタクシーンを振り返るイベントである。その年を象徴する作品やトピックに対し、大賞ならびに審査員賞等が与えられる。

## 概要
第1回が2001年末に新宿ロフトプラスワンで開催され、それ以来恒例イベントとなった。審査対象はアニメ、漫画、特撮映画をはじめハイテク製品や時事問題、訴訟や倒産した会社まで多岐に渡る。現在は登壇者が各々の専門ジャンルからその年のトピックをプレゼンテーションし、登壇者と観客の投票により大賞が選ばれ、各登壇者が個人賞を選定するスタイルとなっている。
このイベントならびに賞には権威的な意味づけはなく、オタクの放談イベントと表現したほうが正確である。しかし、大賞には悪意や皮肉のない、賞賛を込めた作品が選ばれることが慣例となっている。一方で審査員賞や特別賞では、物議を醸した作品に対して皮肉を込めて賞が贈られることもある（例：『千と千尋の神隠し』・DVDの色調問題に対し「赤熊賞」など。同作品がベルリン国際映画祭で金熊賞を受賞したことになぞらえて）。大賞受賞者には賞状の授与とインタビューが行われるほか、各賞受賞者からはコメントを取っているため、受賞の事実と賞の名称は当事者に通知されていると思われるが、賞の内容によってはノーコメントとする受賞者も少なくない。
当初は岡田斗司夫・唐沢俊一のオタクアミーゴスメンバーを中心とし若手評論家らとともに進行するスタイルであったが、若いオタク世代との間にあるギャップは埋めがたく、岡田は「2005」を欠席し、「2007」以降も不参加となった。唐沢もご意見番的ポジションに移ってゆき、「2008」は欠席。これにより、「2008」は初めて若手メンバーのみで開催されることとなり、その後も多少のメンバー入れ替えがありながらイベントが継続された。
スピンオフ企画として、2008年より年に数回「オタク大賞R」というイベントがスタート。本大賞を補完する内容でありながら新生オタク大賞メンバーによる、新イベントといった色が濃いものとなっている。
2012年4月より、毎月テーマを決めて行われるイベント「オタク大賞マンスリー」が公開放送形式でスタート。会場での観覧、またはニコニコ生放送での視聴が可能。
初期の審査の模様はMONDO21で特別番組として放送された。2002年と2003年の内容は「日本オタク大賞」として、2004年の内容は「日本オタク大賞2004」として、共に扶桑社より書籍化されているほか、年によっては同人誌としてまとめられている。
2024年度の開催をもって日本オタク大賞を終了することが発表され、四半世紀の歴史に幕を下ろした。

## 年表
日本オタク大賞2001
2001年12月1日、「侵略放送パンドレッタ 2002 SPECIAL 決定!第一回日本オタク大賞」と銘打って開催。出演者はオタクアミーゴス（岡田斗司夫・唐沢俊一・眠田直）に加え、氷川竜介・切通理作。司会は鶴岡法斎。MONDO21での放送は1時間番組だった。
日本オタク大賞2002
2002年12月2日、「決定!第二回日本オタク大賞」と銘打って開催。この回より前編・後編の2時間番組となる。出演者は岡田・唐沢・眠田・氷川・切通・鶴岡・米澤嘉博・児玉さとみ。司会・進行にカンザキカナリ。
日本オタク大賞2003
2003年12月2日、「決定!第三回日本オタク大賞」と銘打って開催。HDDレコーダー・ガンダム業界（『機動戦士ガンダムSEED』）・萌え部門・ゲーム部門を集中的に取り上げるコーナーが設けられる。メインコーナー審査員は岡田・唐沢・東海村原八・藤津亮太・鶴岡。司会は笹峯あい。
日本オタク大賞2004
2005年1月8日、「第4回日本オタク大賞」と銘打って開催。出演者は岡田・唐沢・東海村・石黒直樹・多根清史・藤津・氷川・眠田・更科修一郎・ドリー尾崎。司会は鶴岡・小栗由加。
日本オタク大賞2005
2006年1月31日、一旦MONDO21の手を離れ、ロフトプラスワン主催で開催された。TV放送・書籍化はされていない。「アニメ」「ゲーム」「その他」の三部形式。第三部出演者は唐沢・東海村・やまけん。岡田・鶴岡は不参加。
日本オタク大賞06/07
2007年2月28日開催。前年にTV放送がとぎれたために開催未定と思われた第6回だったが、2006年度を振り返る「オタク大賞06/07」としてロフトプラスワンで公開収録された。翌3月にMONDO21にて放送。出演者は岡田・唐沢・石黒・藤津・氷川・更科・ドリー尾崎・宮昌太郎。司会は鶴岡。
日本オタク大賞2007
2008年1月5日開催、同月26日・27日にMONDO21にて放送。出演者は唐沢・東海村・前田久・石黒・ドリー尾崎・志田英邦。司会は鶴岡。本放送がニコニコ動画にアップされることを予測した志田が「ニコニコ動画でご覧の皆さん、こんにちは」という挨拶をし、会場やニコニコ動画で大いにウケを取った。また、不参加の岡田がレコーディング・ダイエットで痩せたことが格好の標的となり、唐沢・鶴岡にイジられた。
この年、スピンオフ企画としてニュースショー形式を借りたトークイベント「オタク大賞R〜オタクはつらいよ」が2008年3月25日に開始し、2008年内に3回開催された。また、公式ブログが開設された。
日本オタク大賞2008
2009年1月8日開催。出演者は鶴岡・東海村・倉田真澄・前田・志田。司会は藤津。唐沢が参加せず、世代交代を印象づけた。MONDO21によってニコニコ動画に開設されたチャンネル内に、開催直後である当日深夜に選考の模様が公式動画としてアップロードされるという試みが行われた。本編放送は1月31日・2月1日。
日本オタク大賞2009
2010年1月9日開催。出演者は鶴岡・東海村・前田・志田・奈良崎コロスケ。司会は藤津。本編放送は1月31日・2月1日。
日本オタク大賞2009 ガールズサイド
2010年2月7日開催。女性目線のオタク大賞として新設された。出演者は倉田・渡辺由美子・両角織江・東海村。司会は藤津。テレビ放送はなし。
日本オタク大賞2010
2011年1月15日開催。出演者は鶴岡・東海村・前田・志田・奈良崎・前島賢。司会は藤津。Ustreamでの同時配信。
日本オタク大賞2011
2012年1月15日開催。出演者は鶴岡・東海村・前田・志田・奈良崎・藤田直哉。司会は藤津。ニコニコ生放送での同時配信。
日本オタク大賞2012
2013年1月12日開催。出演者は東海村・前田・志田・奈良崎・藤田・ガイガン山崎。司会は藤津。ニコニコ生放送での同時配信。
日本オタク大賞2013
2014年1月11日開催。出演者は東海村・前田・志田・奈良崎・藤田・山崎。司会は宮昌太朗。ニコニコ生放送での同時配信。
日本オタク大賞2014
2015年1月10日開催。出演者は前田・志田・奈良崎・藤田・山崎・浅井真紀。司会は宮。ニコニコ生放送での同時配信。
日本オタク大賞2015
2016年1月16日開催。出演者は東海村・前田・志田・奈良崎・藤田・山崎。司会は宮。ニコニコ生放送での同時配信。
日本オタク大賞2016
2017年1月14日開催。出演者は東海村・前田・志田・奈良崎・藤田・山崎。司会は宮。動画同時配信はなく、のちにニコニコ動画オタク大賞チャンネル内で有料配信。
日本オタク大賞2017
2018年1月13日開催。出演者は東海村・前田・志田・奈良崎・藤田・山崎。司会は宮。同時配信はなし。TOKYO MX『元祖オタク情報バラエティ パンドレッタ』内でダイジェスト放送。
日本オタク大賞2018
2019年1月12日開催。出演者は前田・志田・奈良崎・藤田・山崎。司会は宮。同時配信はなし。
日本オタク大賞2019
2020年1月25日開催。出演者は東海村・前田・志田・奈良崎・藤田・山崎。司会は宮。ニコニコ生放送での同時配信、ニコニコ動画での有料配信。
日本オタク大賞2020
2021年1月30日開催。出演者は東海村・前田・志田・奈良崎・藤田・山崎。司会は宮。
20周年を迎える。COVID-19の感染拡大対策として会場に観客を入れず、初めてニコニコ生放送での生配信のみによる公開となった。会場も高円寺シアターバッカスに移された。
日本オタク大賞2021
2022年3月19日開催。出演者は東海村・前田・箭本進一・奈良崎・藤田・山崎。司会は宮。
1/22開催予定だったが、年明け以降の新型コロナ感染者数の急激な拡大を受けて3月に開催延期となった。ニコニコ生放送での生配信と、YouTubeでの無料部分同時配信。高円寺シアターバッカスでの無観客開催。
日本オタク大賞2022
2023年1月21日開催。出演者は東海村・前田・志田・奈良崎・藤田・山崎。司会は宮。
高円寺シアターバッカスに観客を限定数入れての開催。ニコニコ生放送での有料生配信と、YouTubeでの無料部分同時配信。
日本オタク大賞2023
2024年1月20日開催。出演者は東海村・前田・志田・奈良崎・藤田・山崎。司会は宮。
4年ぶりに新宿ロフトプラスワンでの有観客開催スタイルに戻る。前半はYouTubeでの無料生配信、後半はツイキャスでの有料生配信。
日本オタク大賞2024 THE FINAL　〜SAYONARA〜
2025年1月18日開催。出演者は前田・志田・奈良崎・藤田・山崎。司会は宮。
新宿ロフトプラスワンでの開催。前半はYouTubeでの無料生配信、後半はツイキャスでの有料生配信。
この回をもって日本オタク大賞の開催が終了されることとなった。また、前年に初期メンバーの唐沢俊一氏が、開催1週間前にはレギュラーメンバーの東海村原八氏が亡くなり、故人を振り返るコーナーが設けられた。

## 主な審査員・出演者
- 東海村原八（原型師、モデラー）：模型部門担当
- 前田久（アニメライター）：アニメ部門担当
- 志田英邦（ゲーム・アニメライター）：ゲーム部門担当
- 奈良崎コロスケ（ライター）：漫画部門担当
- 藤田直哉（SF・文芸評論家）：SF・文芸・オカルト部門担当
- ガイガン山崎（“暴力系エンタメ”専門ライター）：怪獣（特撮・洋画）部門担当
- 宮昌太郎（ゲーム雑誌ライター）：司会進行担当

過去の出演者・審査員
- 岡田斗司夫（作家）
- 唐沢俊一（評論家）
- 鶴岡法斎（マンガ原作者、ライター）
- 眠田直（ゲームデザイナー、漫画家）
- 氷川竜介（アニメ評論家）
- 切通理作（評論家）
- 米澤嘉博（漫画評論家、コミックマーケット準備会第2代代表）
- ドリー尾崎（映画ライター）
- 藤津亮太（アニメ評論家）
- 多根清史（ゲーム雑誌ライター）
- 更科修一郎（編集者、ライター）
- 石黒直樹（編集者、ライター）
- 倉田真澄（編集者、ライター）
- 岡野勇（放送作家）
- 浅井真紀（原型師）
- 箭本進一（フリーライター）

アシスタント
- 声（2001年）
- カンザキカナリ（2002年）
- 笹峯あい（2003年）
- 小栗由加（2004年）
- なし（2005年、06/07年、2007年）
- 小谷有里。・まかべまお（あきば踏みっ娘学園）（2008年）

## スタッフ
- 野田真外：演出
- 齋藤貴義：構成

## 各年の大賞受賞者
- 2001年 - 『クレヨンしんちゃん 嵐を呼ぶ モーレツ!オトナ帝国の逆襲』
- 2002年 - 株式会社海洋堂
- 2003年 - 『機動戦士ガンダムSEED』
- 2004年 - 擬人化ブーム（びんちょうタン）
- 2005年 - 大賞なし（キーワードとして「秋葉原ブーム」…『電車男』、メイド喫茶等）
- 06/07年 - 『ウルトラマンメビウス』に登場したウルトラマン80
- 2007年 - 動画投稿サイト（代表としてニコニコ動画）
- 2008年 - 鬼太郎（墓場&ゲゲゲ5期）
- 2009年 - 『ラブプラス』
- 2009年ガールズサイド - 『侍戦隊シンケンジャー』
- 2010年 - 『ハートキャッチプリキュア!』、はやぶさ（ダブル受賞）
- 2011年 - 『電人ザボーガー』
- 2012年 - 『ザ・松田 ブラックエンジェルズ』
- 2013年 - 『パシフィック・リム』
- 2014年 - ドラマ『アオイホノオ』特に島本先生の演技に
- 2015年 - 『「宇宙戦艦ヤマト」を作った男 西崎義展の狂気』
- 2016年 - 『シン・ゴジラ』
- 2017年 - 石油王（特に『アイゼンボーグ』復活）
- 2018年 - キムタクが如く（『JUDGE EYES：死神の遺言』）
- 2019年 - 『十三機兵防衛圏』
- 2020年 - アニメ『映像研には手を出すな!』
- 2021年 - 映画『セイバー+ゼンカイジャー スーパーヒーロー戦記』の石ノ森章太郎先生（鈴木福くん）
- 2022年 - サトシ卒業（『ポケットモンスター』（アニメ））
- 2023年 - 浜辺美波（『シン・仮面ライダー』『ゴジラ-1.0』）
- 2024年 - 森川ジョージ先生

## 関連イベント
- オタク大賞R〜オタクはつらいよ
- オタク大賞プレゼンツ〜オトメアワード
- オタク大賞マンスリー

## 書籍
- 日本オタク大賞（扶桑社　ISBN 4-594-03900-6）
- 日本オタク大賞2004（扶桑社　ISBN 4-594-04418-2）